# العلاقات الدنماركية المكسيكية
العلاقات الدنماركية المكسيكية هي العلاقات الثنائية التي تجمع بين الدنمارك والمكسيك.

## مقارنة بين البلدين
هذه مقارنة عامة ومرجعية للدولتين:
| وجه المقارنة                                              | الدنمارك                                                     | المكسيك                                                                               |
| --------------------------------------------------------- | ------------------------------------------------------------ | ------------------------------------------------------------------------------------- |
| المساحة (كم2)                                             | 42.92 ألف                                                    | 1.97 مليون                                                                            |
| عدد السكان (نسمة)                                         | 5.79 مليون                                                   | 130.53 مليون                                                                          |
| الكثافة السكانية (ن./كم²)                                 | 134.9                                                        | 66.26                                                                                 |
| العاصمة                                                   | كوبنهاغن                                                     | مدينة مكسيكو                                                                          |
| اللغة الرسمية                                             | اللغة الدنماركية                                             | اللغة الإسبانية                                                                       |
| العملة                                                    | كرونة دنماركية                                               | بيزو مكسيكي                                                                           |
| الناتج المحلي الإجمالي (بليون دولار)                      | 324.87 مليار                                                 | 1.15 تريليون                                                                          |
| الناتج المحلي الإجمالي (تعادل القوة الشرائية) بليون دولار | 278.61 مليار                                                 | 2.16 تريليون                                                                          |
| الناتج المحلي الإجمالي الاسمي للفرد دولار أمريكي          | 51.99 ألف                                                    | 9.01 ألف                                                                              |
| الناتج المحلي الإجمالي للفرد دولار أمريكي                 | 45.54 ألف                                                    | 17.32 ألف                                                                             |
| مؤشر التنمية البشرية                                      | 0.900                                                        | 0.756                                                                                 |
| رمز المكالمات الدولي                                      | +45                                                          | +52                                                                                   |
| رمز الإنترنت                                              | .dk                                                          | .mx                                                                                   |
| المنطقة الزمنية                                           | توقيت وسط أوروبا، ت ع م+02:00، ت ع م+01:00، أوروبا/كوبنهاجن ‏ | منطقة زمنية وسطى، المنطقة الزمنية الجبلية، زمن منطقة المحيط الهادئ، منطقة زمنية شرقية |

## منظمات دولية مشتركة
يشترك البلدان في عضوية مجموعة من المنظمات الدولية، منها:
| علم المنظمة | اسم المنظمة                        | تاريخ انضمام الدنمارك | تاريخ انضمام المكسيك |
| ----------- | ---------------------------------- | --------------------- | -------------------- |
|             | مؤسسة التنمية الدولية              | 30 نوفمبر 1960        | 24 أبريل 1961        |
|             | يونسكو                             | 4 نوفمبر 1946         | 4 نوفمبر 1946        |
|             | وكالة ضمان الاستثمار متعدد الأطراف | 12 أبريل 1988         | 1 يوليو 2009         |
|             | منظمة التعاون الاقتصادي والتنمية   | ?                     | ?                    |
|             | الأمم المتحدة                      | 24 أكتوبر 1945        | 7 نوفمبر 1945        |
|             | الفريق المعني برصد الأرض           | ?                     | ?                    |
|             | الاتحاد البريدي العالمي            | ?                     | ?                    |
|             | البنك الدولي للإنشاء والتعمير      | 30 نوفمبر 1960        | 31 ديسمبر 1945       |
|             | الاتحاد الدولي للاتصالات           | 1866                  | 1 يوليو 1908         |
|             | منظمة حظر الأسلحة الكيميائية       | ?                     | ?                    |
|             | مؤسسة التمويل الدولية              | 20 يوليو 1956         | 20 يوليو 1956        |
|             | مجموعة أستراليا                    | 1985                  | 2013                 |
|             | منظمة التجارة العالمية             | 1995                  | 1995                 |
|             | مجموعة الموردين النوويين           | ?                     | ?                    |
|             | منظمة الشرطة الجنائية الدولية      | ?                     | ?                    |

## أعلام
هذه قائمة لبعض الشخصيات التي تربطها علاقات بالبلدين:
- سينتيا كليتبو (ممثلة مكسيكية، 11 مارس 1967[20] – )

## وصلات خارجية
- موقع وزارة الخارجية الدنماركية
- موقع وزارة الخارجية المكسيكية